# Gompholobium minus
Gompholobium minus är en ärtväxtart som beskrevs av James Edward Smith. Gompholobium minus ingår i släktet Gompholobium och familjen ärtväxter. Inga underarter finns listade i Catalogue of Life.